# Henry Racamier
Pour les articles homonymes, voir Racamier.
Henry Serge Racamier, né le 25 janvier 1912 à Pont-de-Roide, (Doubs) et mort le 29 mars 2003, est un entrepreneur et dirigeant d'entreprise français. Il a notamment dirigé Louis Vuitton puis le groupe LVMH dont il est cofondateur avec Alain Chevalier. Il s'est marié en 1943 à Odile Vuitton, arrière-petite fille du fondateur et actionnaire de Louis Vuitton.

## Famille
Henry Racamier est l'aîné d'une famille de trois enfants. Il effectue ses études à HEC Paris. Son plus jeune frère est le psychiatre et psychanalyste Paul-Claude Racamier.

## Parcours professionnel

### La sidérurgie
La première partie de son parcours professionnel s'effectue dans le domaine de la sidérurgie. Il entre aux aciéries Peugeot en 1936.
En 1946, il fonde une société de négoce d'aciers spéciaux, Stinox, qu'il vend en 1977 à Thyssen.

### Louis Vuitton
Il prend les rênes de l'entreprise familiale Vuitton en 1977. La première opération afin de développer l'entreprise va être de créer un réseau de boutiques en propre pour vendre sa propre production. À cela s'ajoute une stratégie marketing visant à créer une notoriété internationale à la marque, notamment en sponsorisant des événements sportifs haut de gamme (la voile notamment).
En 1984, Louis Vuitton entre en bourse, et en 1987 Louis Vuitton et Moët Hennessy fusionnent pour donner naissance au groupe LVMH.
Entre 1987 et 1990, il mène une guerre ouverte contre Bernard Arnault qui prend le pouvoir au sein de LVMH profitant d'un actionnariat non verrouillé, non solidaire et de désaccords profonds entre Alain Chevalier et lui-même à la direction du groupe.
De 1990 à 1993, Henry Racamier tente de créer un LVMH-bis avec Orcofi, en réunissant des marques de luxe autour de Lanvin.

## Distinctions
- Chevalier de la Légion d'honneur
- Commandeur de l'ordre des Arts et des Lettres
- Officier de l'ordre national du Mérite[8].